# Heartbreak Hotel (Сімпсони)
«Heartbreak Hotel» (укр. «Готель розбитих сердець») — друга серія тридцятого сезону мультсеріалу «Сімпсони», прем'єра якої відбулась 7 жовтня 2018 року у США на телеканалі «Fox».

## Сюжет
Сім'я Сімпсонів переглядає реаліті-шоу під назвою «Неймовірне місце» (англ. «The Amazing Place»). Мардж розповідає про свої експертні знання, пов'язані з конкурсними викликами учасникам шоу, які вона набула під час перегляду попередніх 47 сезонів. Барт і Ліса дуже заохочують Гомера і Мардж взяти участь у кастингу учасників на наступний сезон. Однак, Мардж зривається і на горищі показує їм невдалі минулі спроби кастингу до кожного сезону для шоу.
Діти вирішують по-новому представити минулі зусилля батьків, не сказавши про це Мардж і Гомеру. Ліса редагує відео з відкритими листами про відмову Мардж і Гомера, які вони записували, і показує його продюсерам на кастингу. Продюсерів приваблює ідея нагородити давню шанувальницю шоу, а ведучий шоу Теґ Такерберг приєднується до них вдома і повідомляє Мардж радісні новини.
Перше випробування «Неймовірного місця» полягає у тому, що учасники змагань мають знайти у власному багажі предмет, який їм не належить. Гомер і Мардж наполегливо починають боротися за перемогу, але відразу програють… Ще більш їх розчаровує те, що не можуть нікуди виїхати протягом шести тижнів і повинні жити в готелі в аеропорту.
Тим часом Барт переконує кількох однокласників допомогти викопати яму у дворі для басейну. Патті і Сельма, хоч і виконують ролі няньок, але теж хочуть басейн.
У той час, коли Мардж жалюгідна і хоче додому, Гомер радий всім халявам, які їм дають, включно з їжею в номер, випивкою та фільмами. Він намагається розвеселити Мардж.
Якось у готелі вони знаходять кімнату монтажу шоу, де Мардж виявляє, що саме Гомер є причиною їхньої поразки (з'ївши підкинутий у його валізу шоколадний батончик).
У чорно-білих кольорах (у стилі фільму «Хто боїться Вірджинії Вулф?» за однойменною п'єсою 1962 року Едварда Олбі), розчарована пара середнього віку (Гомер і Мардж) розважає молодшу пару Ніка і Хані, яку також викинули з шоу. Мардж продовжує злитися і хоче змусити Гомера заздрити, фліртуючи з Ніком.
Наступного дня всім учасникам, які вибули, було оголошено, що вони можуть повторно вступити у шоу, але лише якщо вони залишать свого партнера і продовжать з іншим. Всі відмовляються, але Мардж вибирає Ніка. Останній конкурс передбачає зібрати манго, з них зробити коктейлі, по колоді перетнути довгий міст, граючи на свистульці до зграї мавп. В результаті, Мардж програє змагання, не дотримуючись рецепту, але Гомер щасливий, що цього разу це не його вина.

## Ставлення критиків і глядачів
Під час прем'єри серію переглянули 4,6 млн осіб з рейтингом 1.8, що зробило її найпопулярнішим шоу на каналі «Fox» тієї ночі.
Денніс Перкінс з «The A.V. Club» дав серії оцінку B-, сказавши, що серія «чудово працює, надаючи мотивацію, яка, хоч і є новою для нас, але вірна персонажам».
Тоні Сокол з «Den of Geek» дав серії три з п'яти зірок, сказавши:
|  | Приниження громадськості — найкраще приниження. У сім'ї Сімпсонів можуть бути погані спогади, коли мова йде про їхні власні публічні виступи, але вони процвітають через репресовану тугу, яка з-від мікроскопу. Передумова була свіжа в тому, щоб показати нам, як проживання в готелі може бути вирішенням усіх життєвих проблем. |

Згідно з голосуванням на сайті The NoHomers Club більшість фанатів оцінили серію на 2/5 із середньою оцінкою 2,75/5.